# کارتلی
کارتْلی (به گرجی: ქართლი) (تلفظ: Kartli) یک منطقه مهم تاریخی در مرکز و شرق گرجستان است که رودخانه متکواری در آن طی می‌شود و تفلیس پایتخت گرجستان در آن واقع شده‌است. در قرون وسطی، کارتلی نقش مهمی در تثبیت قومی و سیاسی گرجی‌ها ایفا کرده‌است.
گرجی‌ها که در مناطق باستانی کارتلی زندگی می‌کنند، به عنوان «کارتْلِلی» (به گرجی: ქართლელი) (تلفظ: Kartleli) (به معنای اهل کارتلی) شناخته می‌شوند.

## تاریخچه
به عبارتی کارتلی همان ایبریای باستانی است که در منابع تاریخی یونان و روم از آن یاد شده‌است (در منابع فارسی کارتیل). این ناحیه درست همان جایی است که یک دولت مرکزی گرجی، قرن‌های متمادی هسته اقتصادی–فرهنگی تعدادی از شاهزاده نشین‌های فئودالی را در آغاز قرون وسطی، تشکیل می‌داد.

## موقعیت جغرافیایی
کارتلی قسمت مرکزی دامنه‌های قفقاز جنوبی را در طول دره رود متکواری تشکیل می‌دهد و قسمتی ارز آن تیغه‌های جنوبی قفقاز بزرگ و سرزمین‌های مرتفع گرجستان جنوبی را پوشش می‌دهد. قلمرو کارتلی توسط خطوط اصلی حمل و نقل جمهوری گرجستان قطع می‌شود: مسیر اصلی راه‌آهن قفقاز جنوبی، راه‌های اتومبیل رو وخطوط هوایی که شهر تفلیس را با دیگر شهرهای قفقاز جنوبی، شمالی و بسیاری دیگر از شهرهای کشورهای مستقل مشترک المنافع و سایر کشورهای اروپایی و آسیا پیوند می‌دهد، در این منطقه واقع شده‌است.

## تقسیمات اداری
کارتلی به دو قسمت: کارتلی داخلی و سفلی تقسیم می‌شود؛ که در گرجی به ترتیب با نام‌های: شیدا کارتلی و کومو کارتلی شناخته می‌شوند.

## صنعت و اقتصاد
بخش جنوبی منطقه کارتلی واقع در جاده اصلی خط آهن اصلی گرجستان می‌باشد. بخش‌های قوارلی، گوری و کاسپی بخش‌های صنعتی این منطقه می‌باشد. حجم تولیدات صنعتی این منطقه ۵ تا ۱۰ درصد تولیدات صنعتی در گرجستان است.
پرورش میوه و باغداری بخش اصلی فعالیت‌های کشاورزی منطقه مورد بحث را تشکیل می‌دهد. در بخش شمالی این منطقه دامداری رونق بیشتری دارد. این منطقه از نظر نیشکر مساعدترین منطقه گرجستان می‌باشد.

## سیاست و حکومت
بخش شمالی کارتلی شامل بخش اعظم سرزمین اوستیای جنوبی است. شایان ذکر است پس از جنگ اوستیای جنوبی که در اوت ۲۰۰۸ میلادی رخ داد، استقلال اوستیای جنوبی از سوی روسیه به رسمیت شناخته شد. در حقیقت از ماه اوت ۲۰۰۸ میلادی، کنترل اوستیای جنوبی از دست گرجستان خارج شده‌است.